# クラフト (ドラッグストア)
クラフト株式会社（英: KRAFT Inc.）は、東京都千代田区に本社を置き調剤薬局の経営を行う企業。
さくら薬局の名称で、2010年4月現在297店舗の調剤薬局を運営している。

## 概要

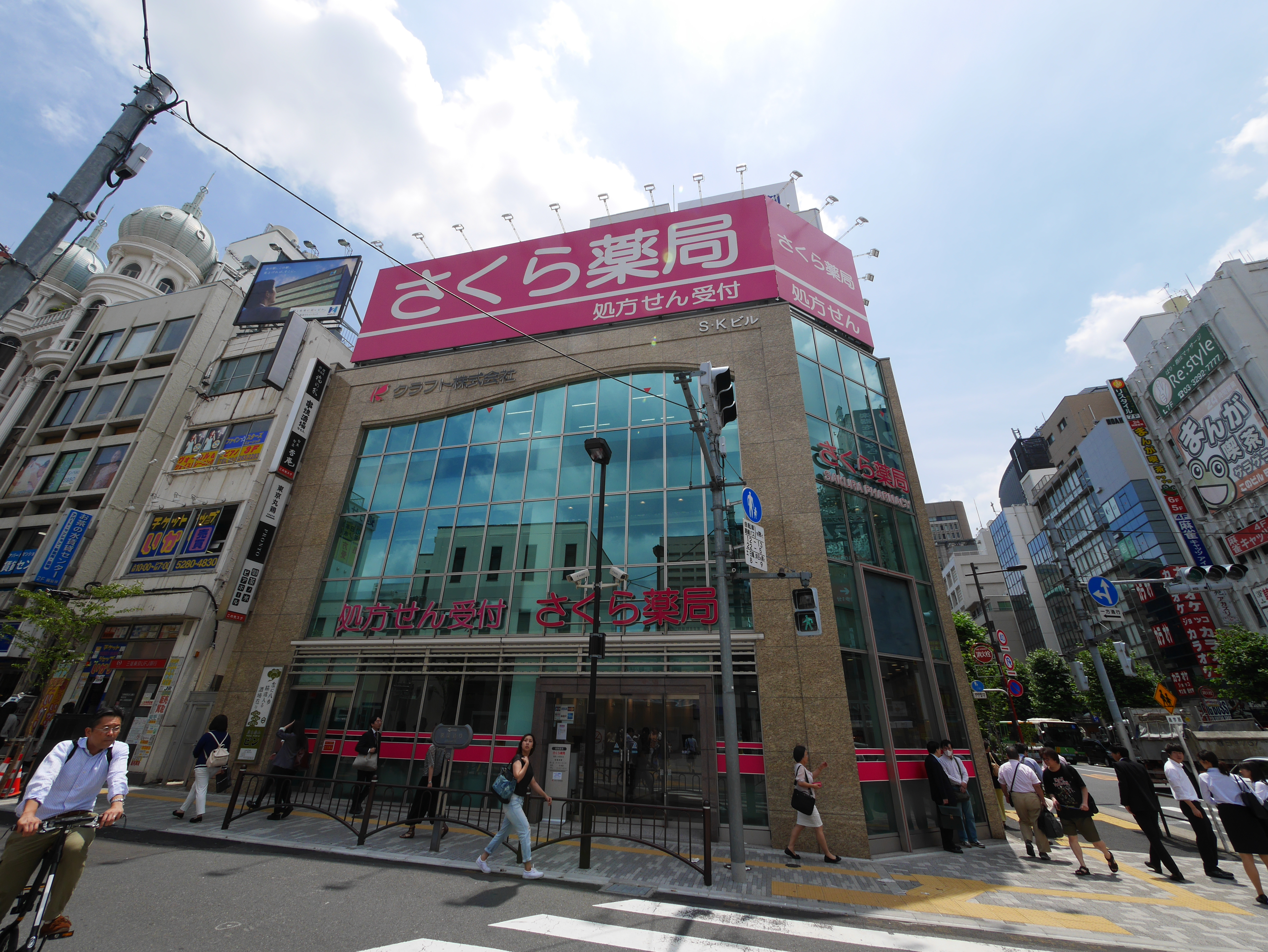
さくら薬局 御茶ノ水駅前店

1982年に、東京都板橋区で創業。1995年から株式を店頭公開しており、2004年からはジャスダック市場に上場していた。1999年にイオンと提携したことから、主要な株主は森社長（23.9%）、梶会長（当時）（20.9%）、イオン（20.9%）であった。しかし、マネジメント・バイアウト（MBO）のため、クラフトフィナンシャルホールディングス株式会社が株式公開買い付けを行い、今後同社とその親会社であるクラフトホールディングス株式会社両社の完全子会社となる。同社には、イオン株式会社が20.0%、株式会社ツルハホールディングスが2.7%出資し、引き続きハピコムに属していたが、その後、ハピコムの参加企業やイオン株式会社のグループ企業一覧に列挙されなくなった。
また、首都圏に20店舗を抱えるドラッグストア事業（HBC事業）については、当社が新設分割により株式会社サクラドラッグを設立して分社化した後、株式の全てを株式会社ツルハホールディングスへ譲渡した（その後、2011年5月に同社の事業子会社の一つである株式会社ツルハに吸収合併され、店舗ブランドも「ツルハドラッグ」に統合した）。
2022年2月には、経営難に伴い関連8社と共に事業再生ADRを申請。その後、投資ファンドである日本産業推進機構グループ (NSSK) の支援を受け経営再建を目指している。

## 沿革
- 1982年10月 - 東京都板橋区にクラフトファーマシー株式会社設立
- 1983年1月 - 本社のある東京都板橋区に1号店を開設
- 1984年7月 - 本社を東京都千代田区へ移転（1994年10月に同区内で再移転）
- 1985年 - 神奈川県・静岡県・千葉県に進出（初となる都外進出）
- 1986年 - 茨城県に進出
- 1987年 - 埼玉県に進出
- 1988年
  - 6月 - クラフト株式会社へ商号変更
  - 9月 - 板橋2号店より24時間の夜間救急応需体制を開始
- 1989年11月 - コンピューター自動調剤支援システムとフルライン搬送システムを導入した24時間型大型店舗「さくら薬局本店」を開設
- 1993年 - 福島県に進出（東北地方へ初進出）
- 1994年 - 山梨県・兵庫県に進出（兵庫県への進出により、近畿地方へ初進出）
- 1995年
  - 4月20日 - 株式店頭公開
  - 9月 - 北海道における薬局経営を行う子会社として、北海道クラフト株式会社を設立
  - 長野県・栃木県・群馬県に進出
- 1996年
  - 2月 - 板橋2号店跡に大型無菌製剤室を併設した調剤実習施設を設置
  - 9月 - 一般労働派遣事業及び薬剤師紹介業を手掛ける子会社として、クラシス株式会社を設立
  - 京都府に進出
- 1998年 - 秋田県・大阪府に進出
- 1999年1月 - 現イオン株式会社、株式会社ツルハと業務提携
- 2001年 - 岩手県・山形県・宮城県に進出
- 2003年 - 富山県・福井県に進出（北陸地方へ初進出）
- 2004年
  - 8月 - オリジナルブランド「サクラメントチャージ」の発売開始。
  - 12月 - ジャスダックに上場
  - 愛知県に進出
- 2005年
  - 3月 - 株式会社サンメディックから営業譲受
  - 三重県に進出
- 2006年
  - 11月 - 有限会社平成調剤から営業譲受
  - 滋賀県に進出
- 2007年5月 - 完全子会社として、クラフトファクタリング株式会社を設立
- 2007年12月10日-2008年1月28日 - MBOを目的として、クラフトフィナンシャルホールディングス株式会社が、株式および転換社債型新株予約権付社債を公開買付け
- 2008年
  - 2月1日 - 公開買付けの決済により、クラフトフィナンシャルホールディングス株式会社が親会社になる
  - 4月23日 - 上場廃止
  - 奈良県に進出
- 2009年8月3日 - ドラッグストア事業（HBC事業）を新設分割により分社化した株式会社サクラドラッグを同じハピコムに所属し、友好関係にあるツルハホールディングス株式会社へ株式譲渡
- 2010年10月 - 子会社の北海道クラフト株式会社を吸収合併
- 2012年
  - 10月 - 設立30周年を機に、コーポレートロゴマークを変更
  - 佐賀県に進出（九州地方へ初進出）
- 2022年
  - 2月28日 - 経営難に伴いクラフト株式会社および関連8社[注 1]と共に事業再生ADRを申請[5]
  - 10月14日 - 投資ファンドの日本産業推進機構グループ (NSSK) と株式譲渡契約を締結[6]
- 2023年
  - 1月31日 - クラフトホールディングス株式会社および、クラフトグループ本社株式会社を合併[7]
  - 3月30日 - 日本産業推進機構グループ (NSSK) にクラフト株式会社の全株式を譲渡[8]。同日、さくら薬局グループはスギ薬局グループと業務提携契約を締結[9]
- 2024年
  - 1月1日 - 子会社のクラフト本社株式会社を吸収合併[7][10]
  - 7月1日 - 本社を移転[11]
- 2025年8月 - アインホールディングスがさくら薬局グループの持株会社である株式会社NSSK-WWの全株式を取得し、子会社化（予定）[2][12]。